# عقد 1260 هـ
عقد 1260 هـ هو الفترة بين عام 1260 إلى 1269 في التقويم الهجري، أي العشر سنوات السابعة من القرن الثالث عشر الهجري.